# Municipio de Burton (Minnesota)
El municipio de Burton (en inglés: Burton Township) es un municipio ubicado en el condado de Yellow Medicine en el estado estadounidense de Minnesota. En el año 2010 tenía una población de 148 habitantes y una densidad poblacional de 1,59 personas por km².

## Geografía
El municipio de Burton se encuentra ubicado en las coordenadas 44°40′2″N 96°2′26″O / 44.66722, -96.04056. Según la Oficina del Censo de los Estados Unidos, el municipio tiene una superficie total de 93.28 km², de la cual 92,92 km² corresponden a tierra firme y (0,38 %) 0,35 km² es agua.

## Demografía
Según el censo de 2010, había 148 personas residiendo en el municipio de Burton. La densidad de población era de 1,59 hab./km². De los 148 habitantes, el municipio de Burton estaba compuesto por el 100 % blancos. Del total de la población el 0 % eran hispanos o latinos de cualquier raza.